# قناة دليل
قناة دليل هي قناة فضائية سابقة، سعودية دينية اجتماعية، كانت تعرض الفتاوى والاستشارات المتنوعة للمسلمين الناطقين باللغة العربية من خلال برامج تفاعلية وأخرى مساندة مستوعبة للمدارس الفقهية بمهنية إعلامية. توقف بثها على قمر نايلسات في نوفمبر 2014.

## هدف قناة دليل
تستقبل قناة دليل أسئلة المشاهدين في ما يتعلق بالمسائل الشرعية والاستشارات والفتاوى.

## الهيئة الاستشارية
- الشيخ عبد الله بن سليمان المنيع من السعودية
- الشيخ القاضي د. محمد بن إسماعيل العمراني من اليمن
- الشيخ د. أحمد الريسوني من المغرب
- الشيخ د. يوسف القرضاوي من مصر
- الشيخ د. سلمان العودة من السعودية
- الشيخ د. عبد الحي يوسف من السودان
- الشيخ عبد الله بن بيه من موريتانيا
- الدكتور علي الصلابي من ليبيا
- الشيخ د. عبد الوهاب الطريري من السعودية
- الدكتور عبد الكريم بكار من سوريا

## منهج القناة
تحرص قناة دليل على أن تكون الفتاوى داخل القناة ملتزمة بالضوابط الشرعية المنهجية العلمية، وقد حاولت قناة دليل أن تصوغ معالم للفتوى داخل القناة، تحافظ على منهج أهل السنة والجماعة والتزامها بالنموذج السلفي الصحيح في الفتوى، وهي كما يلي:
- نصوص القرآن والسنة هي المرجع الأول للفتوى، فإن كان النص قطعي الثبوت والدلالة لم تجز مخالفته وإن كان ظني الثبوت أو الدلالة كان محلاً لاجتهاد المجتهدين بلا إنكار بينهم.
- وجوب الالتزام بما أجمع عليه علماء الأمة قطعياً وعدم الخروج عليه.
- الإفادة من اجتهادات علماء الأمة السابقين، والبناء عليها، ووجوب الالتزام بمنهج أهل العلم في الاستدلال والاحتجاج.
- ضرورة تحقق المؤهلات العلمية الواجب توفرها في المفتي، كالعلم بالقرآن والسنة، ومواطن الإجماع، وقواعد الاستنباط، مع ملازمة التقوى.
- لا تعتبر الفتوى الصادرة عن أي جهة صحيحةً إلا إذا اعتمدت على دليل شرعي معتبر، وكانت متوافقةً مع المقاصد الشرعية.
- مجالات الاجتهاد مقصورةٌ على الأحكام الشرعية الظنية والقياسية والمصلحية والمبنية على العرف والأدلة المختلف فيها، مع مراعاة أسباب تغير الفتوى.
- الفتاوى القابلة للتغير هي الفتاوى المبنية على العرف. أو الأدلة الاجتهادية الفرعية أو المصالح المتغيرة. أو الضرورات، أو الحاجات القائمة مقام الضرورات.
- الفتاوى القائمة على الضرورات يجب أن تنضبط بالتالي: 
  - أن تكون الفتوى القائمة على الضرورة فيما يخص الأمة صادرةً عن اجتهاد جماعي دون أن ينفرد بها آحاد الفقهاء والمفتين، إلا أن تكون الضرورة مما لا يختلف فيها.
  - أن يستعان في تقدير الضرورات والحاجات الملحة في الأمور العلمية المتخصصة كالاقتصاد والطب وغيرهما بأهل الاختصاص.
  - أن يقوم بتقدير الضرورة في الأمور العادية والمسائل الشخصية أصحابها، بعد الرجوع للمفتين وذلك اعتباراً لاختلاف الأشخاص والظروف والأحوال والبيئات.
  - ألا تعمَّم الفتوى خاصة المبنية على أساس الضرورة على جميع الأحوال والأزمان والأشخاص، إذ الضرورة تقدر بقدرها.
  - التأكيد على أن فتوى الضرورة حالةٌ استثنائية تنتهي بمجرد انتهاء موجبها، ووجوب السعي لإيجاد بديل عنها، قدر المستطاع.
- الغاية من تغير الفتوى هي العمل على إبقاء الأمور تحت حكم الشريعة، تأكيداً لأهم خصائصها، وهي صلاحيتها لكل زمان ومكان.
- أهمية مراعاة المفتي للجانب التربوي عند إجابته عن أسئلة المستفتين.
- أهمية استفادة المفتي من ذوي الخبرات في مجالات الحياة المختلفة، لبناء تصور واضح لحقائق القضايا المتصلة بتخصصاتهم، فيجمع إلى فقهه بالشريعة الفقه بواقع الحال في المسألة التي يفتي فيها.
- على المفتي أن يراجع اجتهاداته، وأن يواكب ما يجدُّ في عصره من أبحاث ومعارف، شرعية وحياتية، ليكون أدنى إلى الإصابة وتحقيق المقاصد الشرعية في أحكامه.
- تعزيز دور المجامع الفقهية في قضايا الأمة، وتحقيق التعاون بينها، وضرورة مبادرتها على إصدار الفتاوى في القضايا المستجدَّة، والتأكيد على جهود مؤسسات الإفتاء في القضايا المحلية التي تتعلق بكل بلد، وأهمية تطوير آلية الاجتهاد الجماعي، وتفعيل دوره.

## الهدف من القناة
1. تأكيد المرجعية للكتاب والسنة.
2. تثبيت المحكمات ومعاقد الإجماع.
3. إشاعة التعامل الشرعي مع الخلاف في موارد النزاع.
4. تيسير وصول المشاهد إلى المفتين والمستشارين الثقات.
5. السعي إلى أن تتبوأ الفتوى مكانها اللائق بها في توجيه الطاقات نحو التقدم والتطور والبناء الحضاري.
6. الرقي بمستوى المشاهد في تفكيره، ووعيه بذاته ودينه ومجتمعه.
7. تطوير الرؤية الفقهية، وإثراء البحث في فقه النوازل والقضايا المعاصرة.

## تردد القناة
- 12207 عرب سات
- 12398 عمودي على النايل سات